# باندورائية قشعية
باندورائية قشعية (الاسم العلمي: Pandoraea sputorum) هي نوع من البكتيريا، سلبية الغرام، تتبع جنس الباندورائيات.